# Bist
|  | Per a altres significats, vegeu «Barcelona Institute of Science and Technology». |

El Bist (Bisten, en francès; Bist en alemany) és un riu que passa pel departament de la Mosel·la (França) i pel Saarland (Alemanya).
La seva longitud és de 26,3 km, incloent 15,8 km a França. Neix en un lloc anomenat Schlangen Fled, a 282 m sobre el nivell del mar.
Travessa els municipis francesos de Bisten-en-Lorraine, Varsberg, Ham-sous-Varsberg i Creutzwald, on es va crear un llac al 1967. Després travessa la frontera franco-alemanya i passa pels municipis alemanys d'Überherrn i Wadgassen, on desemboca a la riba esquerra del Saar.